# Oberpfreimd
Oberpfreimd ist ein Ortsteil der Stadt Pfreimd im Oberpfälzer Landkreis Schwandorf (Bayern).

## Geografie
Oberpfreimd liegt auf dem Nordufer der Pfreimd am Nordostrand der Ortschaft Pfreimd. Auf der gegenüberliegenden Flussseite führt der Pfreimdtal-Radweg am Ufer der Pfreimd entlang. Am nordöstlichen Ortsrand von Oberpfreimd gibt es eine Brücke über die Pfreimd.

## Geschichte

### 11. bis 18. Jahrhundert
Schon im 11. Jahrhundert gab es in Oberpfreimd (auch: Obernpfreumbt, Obernpfreumd, Obernpfreimbd, Obernpfreimbt) Königsgut. Die Martinskirche in Oberpfreimd war königliche Eigenkirche auf Königs- und Reichsgut unter Heinrich II.
Im Salbuch von 1473 wurde Oberpfreimd mit einer Steuer von 2 Schilling 7 Pfennig 1 Heller aufgeführt. Im Salbuch von 1513 war Oberpfreimd mit einem jährlichen Jägergeld von 2 Höfen, 1 Lehen und mit Schutzhafer von 1 Hof verzeichnet.
Während des Dreißigjährigen Krieges erlebte die Region einen Bevölkerungsrückgang. 1500, 1523, 1583 hatte Oberpfreimd 3 Untertanen, 1631 hatte es 2 Untertanen und 1712 waren es 4. Die Kriegsaufwendungen betrugen 294 Gulden. Während der Religionswirren der Reformationszeit nahm Oberpfreimd in den Jahren 1582 und 1583 als Filialkirche von Nabburg an der großen oberpfälzischen Landesvisitation teil.
Für den Bau der Brücke über die Naab zwischen Iffelsdorf und Untersteinbach im Jahr 1605 wurden die Ortschaften der Umgebung herangezogen. Oberpfreimd zahlte dazu 3 Gulden 30 Kreuzer Arbeitslohn.
Ende des 16. Jahrhunderts wurde zweimal jährlich die Türkenhilfe erhoben. Oberpfreimd ist im Verzeichnis der Reichs- und Türkenhilfe von 1595 verzeichnet mit 1 Untertanen und einer Abgabe von 2 Gulden 41 Kreuzern 1 Pfennig. Im Amtsverzeichnis von 1596 erschien Oberpfreimd mit 2 ganzen Höfen und 2 Söldengüteln. Im Türkensteueranlagsbuch von 1606 waren für Oberpfreimd 2 Höfe, 1 Gut, 1 Haus, 1 Pferd, 1 Fohlen, 8 Ochsen, 7 Kühe, 7 Rinder, 1 Schwein, 51 Schafe, 6 Frischlinge und eine Steuer von 12 Gulden und 26½ Kreuzer eingetragen. Im Steuerbuch von 1630 war Oberpfreimd mit einem Hof, 1 Inwohner, 4 Ochsen, 4 Kühen, 10 Rindern, 4 Frischlingen und einer Steuer von 3 Gulden 16¾ Kreuzer aufgeführt.
In einem Rechenschaftsbericht aus dem Jahr 1718 und im Immissionsprotokoll von 1719 wurde für Oberpfreimd 1 Untertan erwähnt, der seit 1597 zur Hofmark Weihern gehörte.
Im Herdstättenbuch von 1721 erschien Oberpfreimd mit 4 Anwesen, 6 Häusern und 6 Feuerstätten und zusätzlich zur frei-eigenen Hofmark Weihern 1 Anwesen, 1 Haus und 1 Feuerstätte. Im Herdstättenbuch von 1762 mit 5 Herdstätten, 2 Inwohner und 1 Herdstätte im Hirtenhaus ein Inwohner und zusätzlich zur frei-eigenen Hofmark Weihern 1 Herdstätte, kein Inwohner. 1792 hatte Oberpfreimd 5 hausgesessene Amtsuntertanen. 1808 gab es in Oberpfreimd 5 Anwesen, 1 Hirtenhaus und zusätzlich zur frei-eigenen Hofmark Weihern 1 Anwesen.

### 19. und 20. Jahrhundert
1808 begann in Folge des Organischen Ediktes des Innenministers Maximilian von Montgelas in Bayern die Bildung von Gemeinden. Dabei wurde das Landgericht Nabburg zunächst in landgerichtische Obmannschaften geteilt. Oberpfreimd kam zur Obmannschaft Hohentreswitz. Zur Obmannschaft Hohentreswitz gehörten: Hohentreswitz, Söllitz, Stein, Gnötzendorf, Oberpfreimd, Weihern, Rappenberg, Löffelsberg, Aspachmühle, Stelzlmühle und die „Stadt Pfreimd mit den unmittelbar ämtischen Untertanen“.
Dann wurden 1811 in Bayern Steuerdistrikte gebildet. Dabei kam Oberpfreimd zum Steuerdistrikt Stein. Der Steuerdistrikt Stein bestand aus den beiden Dörfern Stein und Oberpfreimd, dem Weiler Gnötzendorf, der gutsherrlichen Waldung von Stein, genannt der Pfreimderschlag, und der zum Gut Weihern gehörenden Waldung, genannt Boden und Dobmeier Holz. Er hatte 48 Häuser, 339 Seelen, 200 Morgen Äcker, 50 Morgen Wiesen, 150 Morgen Holz, 18 Morgen öde Gründe und Wege, 38 Ochsen, 36 Kühe, 20 Stück Jungvieh, 36 Schafe und 36 Schweine.
Schließlich wurde 1818 mit dem Zweiten Gemeindeedikt die übertriebene Zentralisierung weitgehend rückgängig gemacht und es wurden relativ selbständige Landgemeinden mit eigenem Vermögen gebildet, über das sie frei verfügen konnten. Hierbei kam Oberpfreimd zur Ruralgemeinde Pamsendorf. Die Gemeinde Pamsendorf bestand aus den Ortschaften Pamsendorf mit 20 Familien, Trefnitz mit 10 Familien, Fuchsendorf mit 10 Familien, Bornmühle mit 2 Familien, Tauchersdorf mit 10 Familien, Wiesensüß mit 7 Familien, Kurmhof mit 2 Familien, Oberpfreimd mit 16 Familien, Rappenberg mit 12 Familien und Löffelsberg mit 7 Familien. Die Gemeinde Pamsendorf wurde 1971 in die Gemeinde Hohentreswitz eingegliedert. Die Gemeinde Hohentreswitz wurde 1978 in die Gemeinde Pfreimd eingegliedert. Ausnahmen: Häuslberg und Trefnitz kamen zu Guteneck und Grubhof, Tauchersdorf und Wiesensüß kamen zu Nabburg.
Oberpfreimd war 1838 Nebenkirche der Pfarrei Nabburg. 1856 wurde es von Nabburg nach Pfreimd umgepfarrt. Dort wurde es zur Filialkirche. 1997 hatte Oberpfreimd 29 Katholiken.

## Einwohnerentwicklung ab 1819
| Jahr | Einwohner   | Gebäude |
| ---- | ----------- | ------- |
| 1819 | 16 Familien | k. A.   |
| 1828 | 64          | 9       |
| 1838 | 78          | 11      |
| 1864 | 43          | 7       |
| 1875 | 23          | 15      |
| 1885 | 30          | 4       |
| 1900 | 31          | 4       |
| 1913 | 49          | 7       |

| Jahr | Einwohner | Gebäude |
| ---- | --------- | ------- |
| 1925 | 33        | 4       |
| 1950 | 19        | 4       |
| 1961 | 19        | 4       |
| 1964 | 43        | 7       |
| 1970 | 14        | k. A.   |
| 1987 | 13        | 4       |
| 2011 | 23        | k. A.   |

## Sehenswürdigkeiten

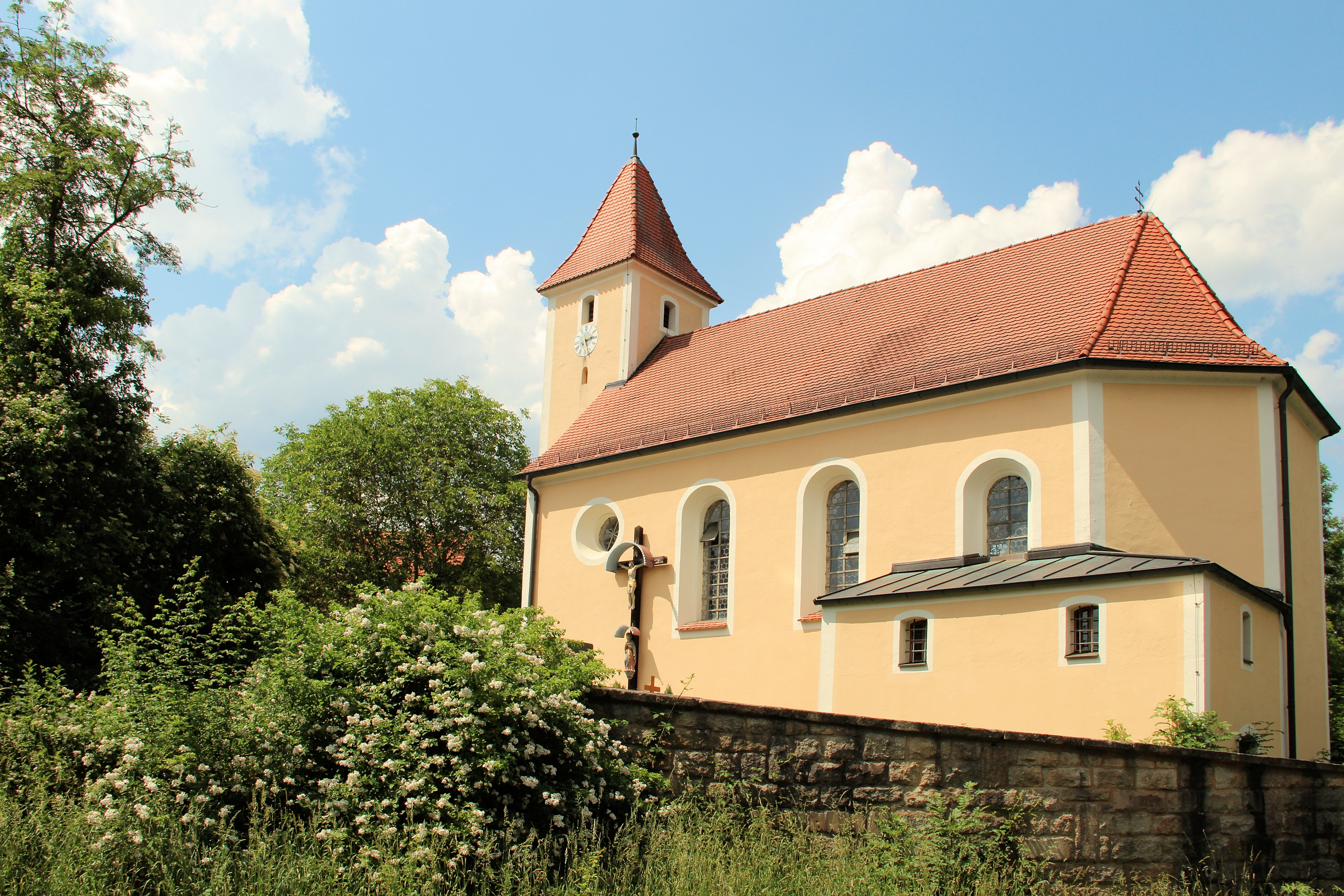
Martinskirche Oberpfreimd

Die denkmalgeschützte Martinskirche mit der Denkmalnummer D-3-76-153-49 in Oberpfreimd wurde im 18. Jahrhundert erbaut. Sie geht auf einen Bau aus dem 11. Jahrhundert zurück. Es handelt sich um einen verputzten Satteldachbau mit dreiseitig geschlossenem Chor. Ihr Westturm trägt ein Pyramidendach. An der südlichen Langhausseite befindet sich eine farbig gefasste Kreuzigungsgruppe. Die Orgel (5/I/P) wurde 1880 von Heinrich Buck aus Bayreuth erbaut und ist original erhalten. Die Kirchhofbefestigung aus granitenem Quadersteinmauerwerk steht ebenfalls unter Denkmalschutz. Die Umgebung der Kirche ist ein ausgewiesenes Bodendenkmal mit archäologischen Funden und Fundamenten von Vorgängerbauten, Denkmalnummer D-3-6539-0189.
Am südwestlichen Ortseingang von Oberpfreimd steht ein ebenfalls denkmalgeschützter Bildstock mit rechteckigem Schaft und Kruzifix aus dem 19. Jahrhundert. Er hat die Denkmalnummer D-3-76-153-101.
Gegenüber der Abzweigung zur Pfreimdbrücke an Nordostrand von Oberpfreimd befindet sich hinter einem Buschstreifen eine weitläufige mesolithische Freilandstation einer vorgeschichtlichen Siedlung, Denkmalnummer D-3-6439-0017.
Südlich von Oberpfreimd erhebt sich der 496 Meter hohe Schlossberg. Auf ihm befindet sich eine vorgeschichtliche Höhensiedlung, die von einer Wallanlage umgeben ist, Denkmalnummer D-3-6539-0036.